# Michael Marcussen
Michael Marcussen (Roskilde, 9 de gener de 1955) va ser ciclista danès que s'especialitzà en el ciclisme en pista, on va aconseguir cinc medalles als Campionats de Puntuació.

## Palmarès en pista
- 1973
  -  Campió de Dinamarca júnior en Persecució
- 1983
  -  Campió del món en Puntuació amateur
  -  Campió de Dinamarca amateur en Persecució per equips
- 1984
  -  Campió de Dinamarca amateur en Puntuació
  -  Campió de Dinamarca amateur en Persecució per equips
- 1985
  -  Campió de Dinamarca en Òmnium
- 1988
  -  Campió de Dinamarca en Òmnium
- 1989
  - 1r als Sis dies de Perth (amb Kim Eriksen)

## Palmarès en ruta
- 1972
  -  Campió de Dinamarca júnior en Contrarellotge per equips
- 1977
  - Vencedor d'una etapa a la Volta a la Baixa Saxònia
- 1978
  - Vencedor d'una etapa a la Milk Race
- 1979
  - Vencedor de 2 etapes a la Sealink Race
- 1981
  -  Campió de Dinamarca en Contrarellotge
- 1982
  - Vencedor d'una etapa a la Sealink Race
- 1983
  -  Campió de Dinamarca en Ruta amateur
  -  Campió de Dinamarca en Contrarellotge per equips
  - 1r a la Fyen Rundt